# Турбінно-роторне буріння
Турбінно-роторне буріння (рос. бурение турбинно-роторное, англ. turbo-rotary drilling; нім. Turborotarybohren) — обертальне буріння, при якому руйнування породи у верхній частині свердловини здійснюється розширювачем, який обертається від ротора, а в нижній — турбобуром. При турбінно-роторному бурінні вибій двоступеневий — кільцевий у верхній і суцільний в нижній частині свердловини. Турбінно-роторне буріння дозволяє більш точно витримувати напрям вертикальних свердловин (особливо великого діаметра), ніж при використанні тільки роторного або турбінного буріння. Тому турбінно-роторне буріння застосовується головним чином при проходці нафтових і газових свердловин великого діаметра в складних геологічних умовах, особливо в тих районах, де боротьба з кривизною свердловин викликає великі труднощі (наприклад, Західна Україна).
У 1973 р. на Прикарпатті було запроваджено турбінно-роторне буріння у поєднанні з алмазними долотами ЦСМ-292 та ЦСМ-267.